# Ulrich Blumenschein
Ulrich Blumenschein (* 4. Juli 1929 in Mittweida) ist ein deutscher Journalist.

## Leben
Blumenschein wurde in Mittweida als Sohn des Oberlehrers Walther Erich Blumenschein und seiner Ehefrau und Lehrerin Linda Marianne, geb. Rudolph geboren und besuchte die Schule in Mittweida uns machte dort sein Abitur. Nach einer Lehre als Rundfunkmechaniker studierte er Physik und Elektrotechnik in Westberlin und arbeitete als Reporter für verschiedene Zeitungen. 1957 bis 1960 war er Redakteur beim Spiegel, danach 16 Jahre lang Ressortleiter beim Stern. Zu Blumenscheins Reportagen für den Stern zählte die Reihe Runter kommen sie immer, die sich mit Flugzeugabstürzen befasste. 1976 wurde er abgeworben und wechselte in die Chefredaktion von Bunte nach Offenburg. Er war zudem Herausgeber der Yachtzeitschrift Boote. Zuletzt war er Redaktionsdirektor bei Burda in München, ehe er sich als freiberuflicher Autor in der Ortenau am Rand des Schwarzwaldes niederließ. Er war ein Bekannter von Gerd Heidemann, dessen Trauzeuge er eigentlich werden sollte, doch hatte ihn der Burdachef gebeten ihn am Hochzeitstag Heidemanns nach München zu begleiten, so dass er nicht nach Hamburg kommen konnte. Michael Seufert deckte den „Skandal um die Hitler-Tagebücher“ auf.

## Publikationen (Auswahl)
- Enthüllungen nach 57 Jahren. Die Wahrheit über die „Lusitania“. In: Stern. Nr. 45, 1972, S. 18–24, 28.
- Glanz und Elend der großen Passagierschiffe: Teil 1–9. In: Stern. Heft 18–25, Hamburg 1973.
- Luxusliner Glanz und Ende der grossen Passagierschiffe des Atlantiks. Stalling, Oldenburg 1975.
- Warum sie alle Hesse lieben. In: Bunte. Nr. 24, 2. Juni 1977, S. 36 und 38.
- Hifi & TV Trends, Ideen und Reportagen. In: Schöner wohnen. Sonderheft 23, 1987.